# Moraíto Chico
Moraíto Chico (Manuel Moreno Junquera: Jerez de la Frontera, 13 de septiembre de 1956-Ibidem, 10 de agosto del 2011) fue un guitarrista flamenco gitano español.
Su hijo Diego del Morao también ha seguido sus pasos como guitarrista flamenco profesional.

## Biografía
Moraíto Chico nació en el barrio de Santiago. Era sobrino del también guitarrista Manuel Morao, quien fue una de sus principales influencias junto a Parrilla de Jerez.
A los 11 años debutó en el festival flamenco que organizaba su tío Manuel Morao cada año en la plaza de toros de Jerez de la Frontera. El festival se dividía en dos partes: primera actuaban artistas noveles, que en ese año figuraban como aficionados Juan Villar, José Mercé y Moraíto Chico, y en la segunda actuaban figuras ya consagradas. Al año siguiente, el premio fue una guitarra donada por Manolo Sanlúcar que ganó Moraíto Chico.
Sin embargo su debut profesional fue con la cantaora Paquera de Jerez, la artista se había quedado sin su guitarrista habitual, Parrilla de Jerez, que estaba de gira en el Sur de África, y se decidió por este joven guitarrista.
Desde entonces colaboró con multitud de cantaores. Con un toque de guitarra muy especial y fue reclamado continuamente tanto en estudio como en directo, dos discos en solitario y numerosas colaboraciones,como con Los Juncales, avalan su trayectoria como compositor y guitarrista. Fue el tocaor habitual de José Mercé.
Colaboró en numerosas ocasiones con Camarón de la Isla, en festivales como el celebrado en Montreux  bajo la dirección de Quincy Jones, así como participó en el programa de televisión El sol, la sal, el son de Canal Sur.
Su última aparición en los escenarios fue en el Festival de Flamenco de Nimes en una actuación en solitario en Francia.
En 2012 el Ayuntamiento de Jerez decidió ponerle su nombre a una calle. Anteriormente, la Junta de Gobierno Local celebrada el 18 de noviembre de 2011 aprobó el inicio del expediente para la concesión del título de Hijo Predilecto a título póstumo al artista Manuel Moreno Junquera 'Moraíto' por sus excepcionales valores artísticos y humanos.
En 2013 su compañero Diego Carrasco le compone la canción "Morao mío".

## Discografía

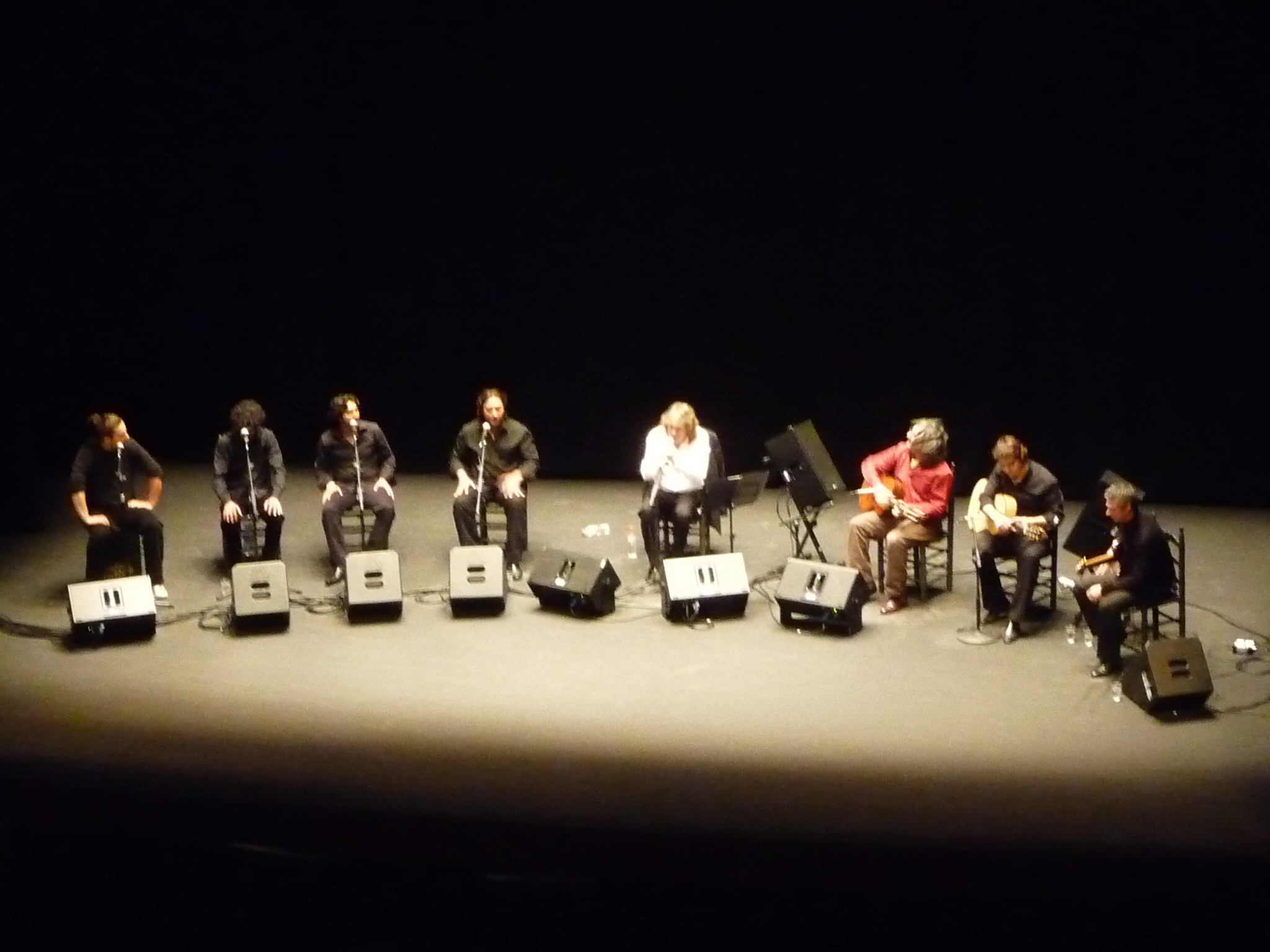
Acompañando a José Mercé en el Teatro Villamarta de Jerez (de rojo).

Realizó dos grabaciones en solitario:
- "Morao y Oro"  (1992): Moraito Chico (guitarra), Juan Moneo El Torta (cante) y Chicharrito (palmas, jaleo y cajón)
- "Morao, Morao" (1999, reeditado por Nuevos Medios en 2005): Moraito Chico: guitarra. Artistas invitados: La Venta, Navajita Plateá, Luis 'El Zambo', María Vala, Los Marismeños

Además colaboró en gran cantidad de discos de diferentes artistas entre los que se incluyen:
- Manolo Caracol
- La Paquera De Jerez
- Manuel Agujetas
- Juan Moneo
- Capullo de Jerez
- Niña Pastori
- Mägo de Oz, el grupo de rock duro, en las canciones "El Príncipe de la Dulce Pena" y "Aquelarre" de su álbum Gaia II: La voz dormida
- José Mercé
- Juncales de Jerez
- Vicente Soto "Sordera"
- Jerez canta a Manuel Alejandro
- Flamenco por Andalucía, España y la Humanidad (versiones del himno de Andalucía en varios palos flamenco).
- El Barrio,en la canción Silencio de su trabajo La Fuente del Deseo.

## Premios y galardones

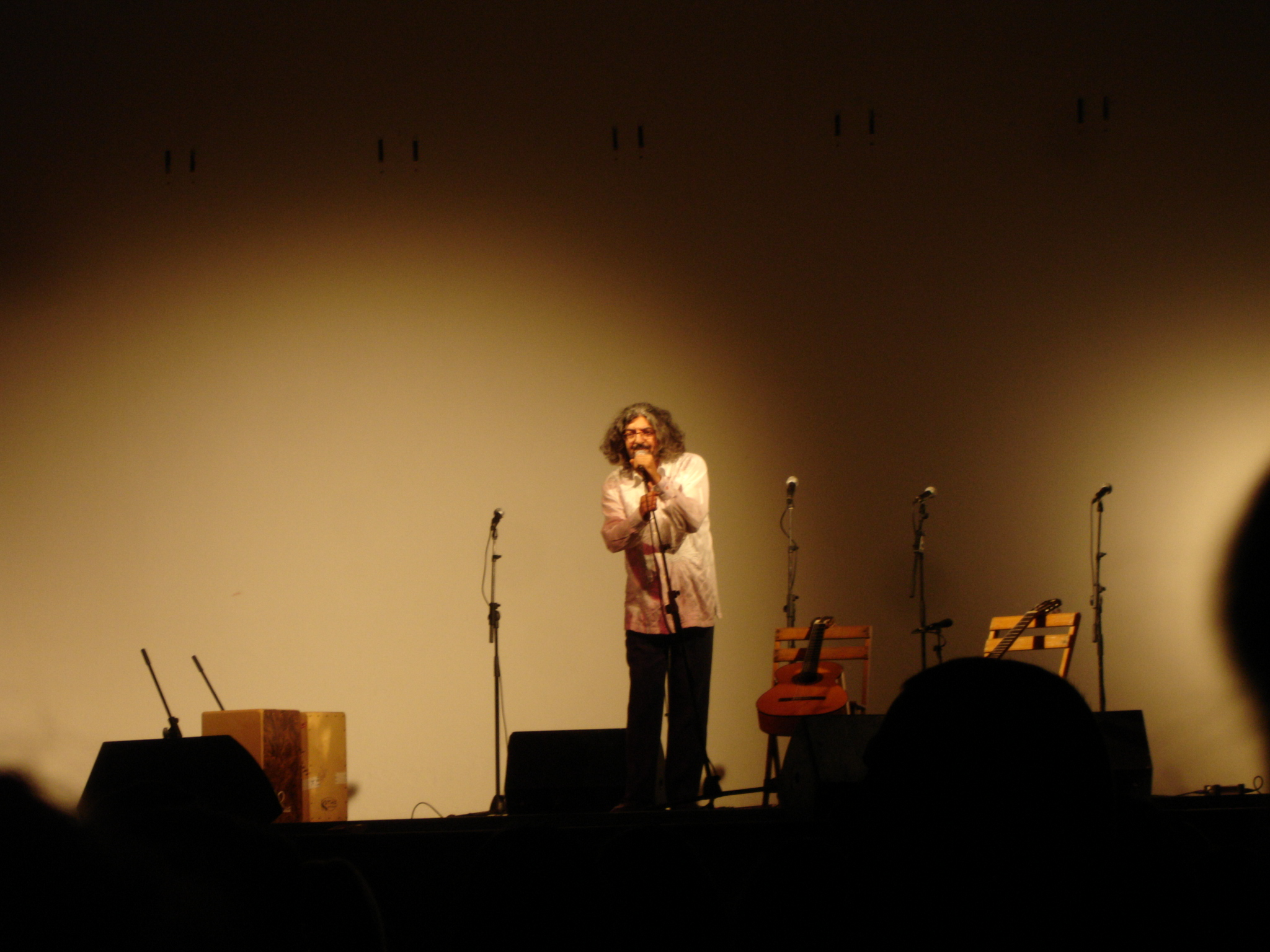
Presentando un acto benéfico.

Recibió diversos premios a lo largo de su carrera:
- Copa de Jerez de la Cátedra de Flamencología de Jerez en 1984
- Primer Premio Nacional de Guitarra Flamenca de la Peña los Cernícalos en 1972 y 1986
- Insignia de oro de la Peña Tío José de Paula
- Giraldillo a la Maestría de la Bienal de Flamenco de Sevilla en su edición de 2010[10]

A título póstumo, nombrado Hijo Predilecto de Jerez, así como la Medalla de la provincia de Cádiz